# Ben Miller

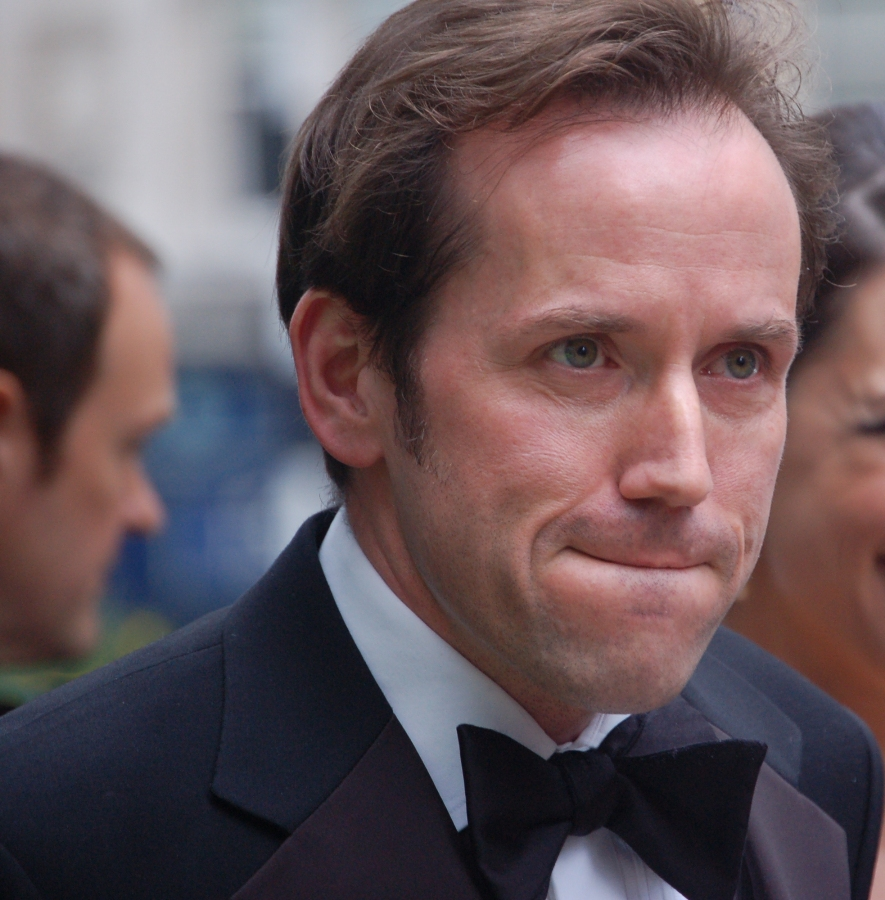
Miller bei der Verleihung der BAFTA-Awards (2008)

Ben Miller (* 24. Februar 1966 in London, England) ist ein britischer Schauspieler und Komiker.

## Leben
Ben Miller wurde in London geboren, wuchs aber zusammen mit seinen beiden Schwestern in Nantwich in der Grafschaft Cheshire auf. Sein Vater war Dozent für Amerikanische Literatur an der Birmingham City University und seine Mutter unterrichtete Englisch am South Cheshire College in Crewe. Miller besuchte die örtliche Schule in Nantwich. Nachdem er dort den Abschluss gemacht hatte, begann er ein Studium der Naturwissenschaften am St. Catharine’s College in Cambridge. Zudem wollte er in Quantenmechanik promovieren, beendete seine Dissertation aber nicht.
Während er an seiner Dissertation arbeitete, fragte ein Freund an, ob er für zehn Pfund pro Tag Juroren eines Kulturfestivals befördern wolle. Nach eigenen Angaben war es für ihn eine willkommene Gelegenheit, „da zehn Pfund viel Geld für einen Studenten waren, der sich irgendwie durchschlagen musste“ („which was a lot of money for a struggling student“). Infolge dieser Tätigkeit traf er auf Alexander Armstrong. Sie stellten gemeinsam ein Comedyprogramm zusammen und traten damit 1994 und 1996 unter dem Namen Armstrong & Miller auf dem Edinburgh Festival Fringe auf und wurden für den Perrier Comedy Award nominiert. Durch diesen Erfolg erhielten beide ihre eigene Sketch-Show, Armstrong and Miller, im Fernsehen. Die Sendung wurde von 1997 bis 2001 ausgestrahlt, eine Wiederaufnahme mit neuen Episoden begann 2007. Für die Neuauflage der Sendung wurde er 2008 für einen BAFTA-Award nominiert. Daneben hatten sie 1998 eine Radioshow mit gleichem Titel bei BBC Radio 4. Während dieser Zeit lernten er und Armstrong Sarah Alexander kennen, die zunächst in deren Show mitwirkte. Miller stand danach von 2004 bis 2005 in der Fernsehserie The Worst Week of My Life erneut mit Alexander vor der Kamera.
Eine erste größere Filmrolle hatte er 2000 in dem mehrfach prämierten Film Nur Mut, Jimmy Grimble und 2003 in Johnny English an der Seite von Rowan Atkinson. Im selben Jahr übernahm er eine Sprechrolle in der teilweise sehr kontrovers diskutierten Fernsehserie Popetown, die aufgrund heftiger Proteste von Katholiken bisher nicht in Großbritannien ausgestrahlt wurde.
In Deutschland ist Miller vor allem für die Darstellung des James Lester in Primeval – Rückkehr der Urzeitmonster bekannt. Diese Rolle spielte er seit 2007, und seit 2008 eine Hauptrolle in der Fernsehserie Moving Wallpaper. 2009 und 2010 wurden jeweils eine weitere Staffel von The Armstrong & Miller Show ausgestrahlt. Von 2011 bis 2014 war er in der Fernsehserie Death in Paradise als DI Richard Poole zu sehen. Weil er wegen der Dreharbeiten auf Guadeloupe lange von seiner Familie getrennt war, verließ er die Serie jedoch während der dritten Staffel „schweren Herzens“. Sein Nachfolger wurde Kris Marshall.
Ab Ende September 2022 war er in der von One ausgestrahlten britischen Fernsehserie Professor T. als Kriminologe Jasper Tempest zu sehen.
Von 2004 bis 2011 war er mit der Schauspielerin Belinda Stewart-Wilson verheiratet, die in der dritten Staffel von Primeval eine Nebenrolle spielte. 2006 wurde der gemeinsame Sohn geboren. 2013 heiratete er die Produzentin Jessica Parker. Aus dieser Beziehung stammen zwei Kinder, ein Sohn (* 2011) und eine Tochter (* 2015).

## Filmografie (Auswahl)
- 1991: Murder Most Horrid (Fernsehserie, eine Folge)
- 1995: Look at the State We’re In! (Fernsehminiserie, 6 Folgen)
- 1997–2001: Armstrong and Miller (Fernsehserie, 27 Folgen)
- 1999: Plunkett & Macleane – Gegen Tod und Teufel (Plunkett & Macleane)
- 2000: Nur Mut, Jimmy Grimble (There’s Only One Jimmy Grimble)
- 2001: Das B-Team: Beschränkt und auf Bewährung (The Parole Officer)
- 2003: Johnny English – Der Spion, der es versiebte (Johnny English)
- 2003: Popetown (Fernsehserie, 10 Folgen, Stimme)
- 2003: The Actors
- 2004: Der Prinz & ich (The Prince & Me)
- 2004: Agatha Christie’s Marple – Die Tote in der Bibliothek (The Body in the Library, Fernsehfilm)
- 2004–2005: The Worst Week of My Life (Fernsehserie, 17 Folgen)
- 2007, 2009–2010: The Armstrong & Miller Show (Fernsehserie, 19 Folgen)
- 2007: Razzle Dazzle: A Journey into Dance
- 2007–2011: Primeval – Rückkehr der Urzeitmonster (Primeval, Fernsehserie, 36 Folgen)
- 2008–2009: Moving Wallpaper (Fernsehserie, 18 Folgen)
- 2009: Mitten im Sturm (Within the Whirlwind)
- 2009: The Engagement
- 2009: Primeval Evolved (Videospiel)
- 2010: 4.3.2.1
- 2011–2014, 2021: Death in Paradise (Fernsehserie, 18 Folgen)
- 2014: Doctor Who (Fernsehserie, Folge 8x03)
- 2014: Ein Schotte macht noch keinen Sommer (What We Did on Our Holiday)
- 2015: Molly Moon (Molly Moon and the Incredible Book of Hypnotism)
- 2017: Paddington 2
- 2017–2018: Tracey Ullman’s Show (Fernsehserie, 6 Folgen)
- 2018: Johnny English – Man lebt nur dreimal (Johnny English Strikes Again)
- 2018: Die unglaubliche Reise des Fakirs, der in einem Kleiderschrank feststeckte (The Extraordinary Journey of the Fakir)
- 2019: The Man (Fernsehserie, 3 Folgen)
- 2020: Bridgerton (Fernsehserie, 8 Folgen)
- seit 2021: Professor T. (Fernsehserie)
- 2022: Suspect (Fernsehserie)
- 2024: Paddington in Peru

## Auszeichnungen
- 2008: Nominierung für den BAFTA-Award in der Kategorie Beste Comedysendung für The Armstrong & Miller Show